# Diedrich Bader
Karl Diedrich Bader (Alexandria, Virginia; 24 de diciembre de 1966) es un actor y comediante estadounidense. Es más conocido por aparecer en comedias, incluidas las películas The Beverly Hillbillies, Office Space, Eurotrip y Napoleon Dynamite y las sitcoms The Drew Carey Show, Veep, Outsourced y American Housewife.

## Biografía

### Primeros años
Bader nació en Alexandria, Virginia, hijo de Gretta, una escultora, y William Bader, un ejecutivo. A los dos años, su familia se mudó a París, Francia. Sin embargo, Bader regresó a los Estados Unidos para asistir a la Groveton High School (Escuela Secundaria Groveton), aunque se graduó de la T. C. Williams High School (Escuela Secundaria T. C. Williams). Posteriormente estudiaría en la University of North Carolina School of the Arts (Escuela de Artes de la Universidad de Carolina del Norte). Bader está casado con la actriz Dulcy Rogers, con quien tiene un hijo.

### Carrera
Bader tuvo varios papeles como actor invitado en series televisivas como The Fresh Prince of Bel-Air, Star Trek: La nueva generación, Quantum Leap y Cheers antes de obtener un papel principal en 1993 en la serie Danger Theatre. Bader realizó su debut cinematográfico en la película de 1993 The Beverly Hillbillies. Sin embargo, regresó a la televisión interpretando a Oswald en The Drew Carey Show a partir de 1995. Desde 2009 interpretó a Andrew Hacker en la serie Bones.
Bader también es conocido por sus trabajos como actor de voz. Ha participado en obras animadas como Ice Age, Los Simpson, Buzz Lightyear of Star Command y The Grim Adventures of Billy & Mandy. En 1999, apareció en el filme Office Space como Lawrence y en 2004 participó en Napoleon Dynamite como Rex. También tuvo un papel menor en el filme de 2004 Eurotrip. En 2007, actuó en un episodio de 7th Heaven. También participó en el episodio "The TiVo Guy" de la serie Curb Your Enthusiasm.
Bader es la voz de Tank Evans en la película Surf's Up. También ha sido la voz de varios personajes de las series animadas de Batman tales como Batman del futuro, The Zeta Project, The Batman y Batman: The Brave and the Bold.

## Filmografía

### Cine
| Año                           | Título                                                         | Rol                                   | Notas                    |
| ----------------------------- | -------------------------------------------------------------- | ------------------------------------- | ------------------------ |
| 1988                          | Longarm                                                        |                                       | Película para televisión |
| 1988                          | Desert Rats                                                    | Mort                                  | Película para televisión |
| 1989                          | The Preppie Murder                                             | Peter                                 | Película para televisión |
| 1990                          | Arduous Man                                                    |                                       | Cortometraje             |
| 1993                          | The Beverly Hillbillies                                        | Jethro Bodine/Jethrine Bodine         |                          |
| 1994                          | Teresa's Tattoo                                                | Higgins                               |                          |
| 1996                          | The Assassination File                                         | Scott McDonough                       | Película para televisión |
| 1999                          | Office Space                                                   | Lawrence                              |                          |
| 1999                          | Hercules: Zero to Hero                                         | Adonis (voz)                          | Direct-to-video          |
| 1999                          | Bartok el Magnífico                                            | Vol (voz)                             | Direct-to-video          |
| 2000                          | Buzz Lightyear of Star Command: The Adventure Begins           | Warp Darkmatter, Agent Z (voces)      | Direct-to-video          |
| 2000                          | Certain Guys                                                   | Ronald                                |                          |
| Couple Days... A Period Piece | Josh                                                           |                                       |                          |
| 2001                          | Recess: School's Out                                           | Guardia #2 (voz)                      |                          |
| 2001                          | Jay and Silent Bob Strike Back                                 | Miramax Security Guard Gordon         |                          |
| 2002                          | Ice Age                                                        | Oscar (voz)                           |                          |
| 2002                          | The Country Bears                                              | Oficial Cheets, Voz de Ted Bedderhead |                          |
| 2003                          | Evil Alien Conquerors                                          | My-ik                                 |                          |
| 2004                          | Napoleon Dynamite                                              | Rex                                   |                          |
| 2004                          | EuroTrip                                                       | Mugger                                |                          |
| 2004                          | Dead & Breakfast                                               | Chef Henri                            |                          |
| 2005                          | Untitled Oakley & Weinstein Project                            | Teniente Peter Fontaine               | Película para televisión |
| 2005                          | Miss Congeniality 2: Armed and Fabulous                        | Joel                                  |                          |
| 2005                          | Kim Possible: So the Drama                                     | Lars (voz)                            | Película para televisión |
| 2005                          | Dinotopia: Quest for the Ruby Sunstone                         | John (voz)                            |                          |
| 2006                          | Holly Hobbie and Friends: Surprise Party                       | Uncle Dave Beech (voz)                |                          |
| 2006                          | Asterix and the Vikings                                        | Olaf, Unhygienix (voz)                |                          |
| 2006                          | Cattle Call                                                    | Glenn Dale                            |                          |
| 2006                          | Holly Hobbie and Friends: Christmas Wishes                     | Uncle Dave Beech (voz)                |                          |
| 2007                          | Cook-Off!                                                      | Del Crawford                          |                          |
| 2007                          | Surf's Up                                                      | Tank "The Shredder" Evans (voz)       |                          |
| 2007                          | Sunny & Share Love You                                         | Sr. Jami                              |                          |
| 2007                          | Balls of Fury                                                  | Randy Daytona's Concubine Companion   |                          |
| 2007                          | Holly Hobbie and Friends: Best Friends Forever                 | Uncle Dave Beech (voz)                |                          |
| 2008                          | Skip Tracer                                                    | Parker Tuffey                         | Película para televisión |
| 2008                          | Meet the Spartans                                              | Traitoro                              |                          |
| 2008                          | Open Season 2                                                  | Rufus (voz)                           | Direct-to-video          |
| 2008                          | Underfist: Halloween Bash                                      | Hoss Delgato (voz)                    | Película para televisión |
| 2008                          | Bolt                                                           | Veteran Cat (voz)                     |                          |
| 2009                          | Space Buddies                                                  | Yuri                                  | Direct-to-video          |
| 2009                          | Calvin Marshall                                                | Fred Deerfield                        |                          |
| 2010                          | Vampires Suck                                                  | Frank Crane                           |                          |
| 2010                          | The Search for Santa Paws                                      | Comet (voz)                           | Direct-to-video          |
| 2011                          | Spooky Buddies                                                 | Hound (voz)                           | Direct-to-video          |
| 2012                          | Santa Paws 2: The Santa Pups                                   | Comet (voz)                           | Direct-to-video          |
| 2012                          | Atlas Shrugged: Part II                                        | Quentin Daniels                       |                          |
| 2012                          | Sassy Pants                                                    | Dale Pinto                            |                          |
| 2012                          | Scooby-Doo! Mask of the Blue Falcon                            | Brad Adams / Blue Falcon II (voz)     | Direct-to-video          |
| 2013                          | Playdate                                                       | Mitchell                              | Direct-to-video          |
| 2013                          | Superman: Unbound                                              | Steve Lombard (voz)                   | Direct-to-video          |
| 2013                          | The Starving Games                                             | Winston Douglas                       |                          |
| 2014                          | JLA Adventures: Trapped in Time                                | Batman, Narrator (voces)              | Direct-to-video          |
| 2014                          | Scooby-Doo! Frankencreepy                                      | Sra. Vanders (voz)                    | Direct-to-video          |
| 2014                          | Muffin Top: A Love Story                                       | Michael Nicholson                     |                          |
| 2015                          | All She Wishes                                                 | Patrick O'Dea                         |                          |
| 2015                          | Lego DC Comics Super Heroes: Justice League vs. Bizarro League | Guy Gardner, Greenzarro (voces)       | Direct-to-video          |
| 2015                          | Scooby-Doo! Moon Monster Madness                               | H.A.M. (voz)                          | Direct-to-video          |
| 2016                          | Pup Star                                                       | Kano (voz)                            | Direct-to-video          |
| 2017                          | Surf's Up 2: WaveMania                                         | Tank "The Shredder" Evans (voz)       | Direct-to-video          |
| 2017                          | Tangled: Before Ever After                                     | Stan the Guard (voz)                  | Película para televisión |
| 2018                          | Scooby-Doo! & Batman: The Brave and the Bold                   | Batman (voice)                        | Direct-to-video          |
| 2018                          | Duck Duck Goose                                                | Bing (voz)                            |                          |

### Televisión
| Año                 | Título                                 | Rol | Notas                                                        |
| ------------------- | -------------------------------------- | --- | ------------------------------------------------------------ |
| 1989                | Star Trek: The Next Generation         | Tactical Crewman | Episodio: "The Emissary"                                     |
| 1990–91             | Cheers                                 | Waiter, Paul | 2 episodios                                                  |
| 1990                | 21 Jump Street                         | Paul Edward Novack | Episodio: "Last Chance High"                                 |
| 1990                | Quantum Leap                           | Dillon | Episodio: "Rebel Without a Clue"                             |
| 1991                | The Fresh Prince of Bel-Air            | Frank Schaeffer | 2 episodios                                                  |
| 1993                | Danger Theatre                         | The Searcher | 7 episodios                                                  |
| 1995                | Frasier                                | Roz's date, Brad | Episodio: "The Innkeepers"                                   |
| 1995–04             | The Drew Carey Show                    | Oswald Lee Harvey | 233 episodes                                                 |
| 1996                | Gargoyles                              | Jason Canmore (voz) | 3 episodios                                                  |
| 1998–99             | Hercules: The Animated Series          | Adonis (voz) | 28 episodios                                                 |
| 1999                | Olive, the Other Reindeer              | Zoo Director (voz) |                                                              |
| 1999–00             | Pepper Ann                             | (voz) | 3 episodios                                                  |
| 1999, 2007, 2009    | King of the Hill                       | Doctor, Dirk, Ray Roy (voces) | 3 episodios                                                  |
| 2000                | The Simpsons                           | Sheriff (voz) | Episodio: "Kill the Alligator and Run"                       |
| 2000–2002           | Baby Blues                             | Kenny, Various Characters (voces) | 8 episodios                                                  |
| 2000–2001           | Buzz Lightyear of Star Command         | Warp Darkmatter, Targo, Doorman, Natron (voces) | 8 episodios                                                  |
| 2001–02             | The Zeta Project                       | Zeta, Infiltration Unit 7 (voces) | 26 episodes                                                  |
| 2001                | Batman Beyond                          | Zeta (voz) | Episodio: "Countdown"                                        |
| 2001                | The Legend of Tarzan                   | Stanley Obrowski (voz) | Episodio: "Tarzan and the Silver Screen"                     |
| 2001–2003           | Lloyd in Space                         | Harvulian 'Boomer' Standervault (voz) | 10 episodios                                                 |
| 2002                | Teamo Supremo                          | Dehydro (voz) |                                                              |
| 2002–07             | The Grim Adventures of Billy and Mandy | Hoss Delgado, Zombie, Pat the Baker, Caddy #2, Narrator, Floss (voces) | 11 episodios                                                 |
| 2004–05             | Center of the Universe                 | Tommy Barnett | 12 episodios                                                 |
| 2005                | South Park                             | Bat Dad, Tom Nelson (voces) | Episodio: "The Losing Edge"                                  |
| 2006                | Korgoth of Barbaria                    | Korgoth, Henchman #1 (voz) | Television short                                             |
| 2006–08             | The Batman                             | Number 1, Capitán Slash, Shadow Thief, Sands (voces) | 3 episodios                                                  |
| 2007                | 7th Heaven                             | Theodore Alan "Al" Bonaducci | Episodio: "Nothing Says Lovin' Like Something from the Oven" |
| 2007                | Monk                                   | Chance Singer | Episodio: "Mr. Monk and the Naked Man"                       |
| 2007                | Curb Your Enthusiasm                   | Simon | Episodio: "The TiVo Guy"                                     |
| 2008                | Reno 911!                              | Tommy Hawk | Episodio: "Bounty Hunter Tommy Hawk"                         |
| 2008                | CSI: Crime Scene Investigation         | Bud Parker | Episodio: "Two And a Half Deaths"                            |
| 2008, 2010–11, 2013 | Phineas and Ferb                       | Vance Ward, Albert DuBois, Tom Totally, Additional Voices (voces) | 6 episodios                                                  |
| 2008–10             | The Secret Saturdays                   | Fiskerton, Dr. Henry Ceveyo, Maboul, Cody, Naga (voces) | 27 episodios                                                 |
| 2008–11             | Batman: The Brave and the Bold         | Batman, Kilowog, Ace, Owlman, Solomon Grundy, Punch, Gorilla Boss, Adult Damian/Future Batman, Lord Death Man, Creepy Usher, Caveman Batman, Pirate Batman, Batmanicus, Robot Batman, Musketeer (voces) | 65 episodios                                                 |
| 2009                | Drop Dead Diva                         | Wallace Haft | Episode: "The Chinese Wall"                                  |
| 2009                | CSI: Miami                             | Myles Martini | Episodio: "Dead on Arrival"                                  |
| 2009–12             | The Penguins of Madagascar             | Rat King (voz) | 5 episodios                                                  |
| 2009                | The Goode Family                       | Jeff, Lane (voces) | Episode: "After-School Special"                              |
| 2009–10             | Bones                                  | Andrew Hacker | 3 episodios                                                  |
| 2010                | Medium                                 | Fred Rovick | Episodio: "Will the Real Fred Rovick Please Stand Up?"       |
| 2010                | Chuck                                  | Del | Episode: "Chuck Versus the Beard"                            |
| 2010                | Ben 10: Alien Force                    | Simian, Lu (voces) | Episodio: "Birds of a Feather"                               |
| 2010–11             | Mad                                    | Announcer, Parker Selfridge, Batman, Hannibal, Iron Man (voces) | 4 episodios                                                  |
| 2010–11             | Outsourced                             | Charlie Davies | 22 episodios                                                 |
| 2011                | Ben 10: Ultimate Alien                 | Simian (voz) | Episodio: "Simian Says"                                      |
| 2011                | Psych                                  | Eli | Episodio: "The Tao of Gus"                                   |
| 2011–14, 2016       | Kung Fu Panda: Legends of Awesomeness  | Hundun, Pig Waiter, Villager # 1 (voces) | 8 episodios                                                  |
| 2012                | Napoleon Dynamite                      | Rex, Shasta, Male Judge (voces) | 6 episodios                                                  |
| 2012–13             | Pound Puppies                          | Banjo Player, Worker, Champ, Shop Keeper (voces) | 2 episodios                                                  |
| 2012                | NTSF:SD:SUV                            | Riddle Terrorist | Episode: "Sabbath-tage"                                      |
| 2012–2013           | The Exes                               | Paul | 5 episodes                                                   |
| 2012–2013           | Green Lantern: The Animated Series     | Guy Gardner (voz) | 3 episodios                                                  |
| 2012, 2014          | Gravity Falls                          | Dundgren (voz) | 2 episodios                                                  |
| 2012                | The Looney Tunes Show                  | Alejandro | Episode: "The Shelf"                                         |
| 2013                | Save Me                                | Elliot Tompkins | 7 episodios                                                  |
| 2013                | Chosen                                 | Daniel Easton (voz) | 3 episodiis                                                  |
| 2013–17             | Ultimate Spider-Man                    | Kraven the Hunter, Man-Mouse, H.Y.D.R.A. Soldier, Moon Knight (voces) | 11 episodios                                                 |
| 2013                | Farm League                            | Batmongoose (voz) |                                                              |
| 2013                | Arrested Development                   | Gunner | Episode: "Off the Hook"                                      |
| 2013–14             | Monsters vs. Aliens                    | The Missing Link, Soldier #2, Alien TV, Amoeba #2 (voces) | 25 episodios                                                 |
| 2013                | Baby Daddy                             | Winston Douglas | Episodio: "Never Ben in Love"                                |
| 2013–15             | Turbo FAST                             | Hardcase, Gulpy, Race Announcer (voces) | 6 episodios                                                  |
| 2013                | Raising Hope                           | Gary | Episodio: "Murder, She Hoped"                                |
| 2014                | Two and a Half Men                     | Dirk | Episodio: "Dial 1-900-Mix-A-Lot"                             |
| 2014                | Teenage Mutant Ninja Turtles           | Bigfoot, Announcer (voces) | Episodio: "A Foot Too Big"                                   |
| 2014                | Ben 10: Omniverse: Galactic Monsters   | Simian, Alien Citizen (voces) | 2 episodes                                                   |
| 2014–17             | Veep                                   | Bill Ericsson | 18 episodios                                                 |
| 2014–2016           | All Hail King Julien                   | Abner (voz) | 8 episodes                                                   |
| 2015                | Transformers: Rescue Bots              | Jules Verne (voz) | Episode: "The Last of Morocco"                               |
| 2015                | Be Cool, Scooby-Doo                    | Scott McDoon, Waiter, Chef (voces) | Episode: "All Paws on Deck"                                  |
| 2015                | Nickelodeon's Ho Ho Holiday Special    | Villano (voz) |                                                              |
| 2016–presente       | The Loud House                         | Oliver | 134 episodios                                                |
| 2016–2021           | American Housewife                     | Greg Otto | Main role                                                    |
| 2016–17             | BoJack Horseman                        | Judah Mannowdog, Blimp Pilot (voces) | 8 episodes                                                   |
| 2016–17             | Better Things                          | Rich | 4 episodios                                                  |
| 2016–17             | Milo Murphy's Law                      | Martin Murphy, Additional Voices (voces) | 5 episodios                                                  |
| 2016                | We Bare Bears                          | Todd Eagle, Additional Voices (voces) | Episode: "Baby Bears on a Plane"                             |
| 2016–17             | Justice League Action                  | Booster Gold, Uthool, H.I.V.E. Master (voces) | 4 episodios                                                  |
| 2017                | Bill Nye Saves the World               | Smallpox | Episodio: "Do Some Shots, Save the World"                    |
| 2017                | Playing House                          | Simon | Episodio: "Reverse the Curse"                                |
| 2017                | OK K.O.! Let's Be Heroes               | Cupid (voz) | Episodio: "Second First Date"                                |
| 2017                | Michael Jackson's Halloween            | Franklin Stein (voz) |                                                              |
| 2018                | Big Hero 6: The Series                 | Bluff Dunder, Felony Carl (voces) | Recurrente                                                   |